# John Rutherford (rugbista)
John Young Rutherford (Scottish Borders, 4 de octubre de 1955) es un exjugador británico de rugby que se desempeñaba como apertura.

## Carrera
Debutó en la primera del Selkirk RFC en 1975 y jugó en él hasta su retiro en 1987. En la actualidad integra la lista de los máximos anotadores de drops en test matches.

## Selección nacional
Fue convocado al XV del Cardo por primera vez en octubre de 1979 para enfrentar a los Dragones rojos y disputó su último partido en noviembre de 1987 ante Francia. En total jugó 42 partidos y marcó 68 puntos.

### Participaciones en Copas del Mundo
Solo disputó una Copa del Mundo: Nueva Zelanda 1987 a donde no llegó recuperado de una lesión en la rodilla, sufrida una semana antes en un partido preparación. Jugó el primer partido como titular ante Les Bleus pero debió ser sustituido, no pudo volver a jugar y al ser eliminada Escocia anunció su retiro.
| Mundial                       | Sede          | Resultado        | PJ | Tries |
| ----------------------------- | ------------- | ---------------- | -- | ----- |
| Copa Mundial de Rugby de 1987 | Nueva Zelanda | Cuartos de final | 1  | 0     |

## Palmarés
- Campeón del Torneo de las Seis Naciones de 1984.